# Medmassa celebensis
Medmassa celebensis is een spinnensoort uit de familie van de loopspinnen (Corinnidae).
De wetenschappelijke naam van de soort werd in 1995 als Astratea celebensis gepubliceerd door Christa Laetitia Deeleman-Reinhold.